# Chùa Đàn
Chùa Đàn là một truyện dài, thể loại kỳ ảo của Nguyễn Tuân được phát hành đầy đủ lần đầu vào năm 1946 do Quốc Văn xuất bản. Tác phẩm đã được dựng thành các vở cải lương, kịch nói và đặc biệt là phim điện ảnh Mê Thảo — thời vang bóng từng giành được một số giải thưởng trong nước và quốc tế.
Chùa Đàn gồm 3 phần lần lượt là: "Dựng" viết năm 1946, "Tâm sự của nước độc" viết năm 1945 và "Mưỡu cuối viết" năm 1946. Phần "Dựng" và "Mưỡu cuối" được Nguyễn Tuân viết thêm, do sự ảnh hưởng từ cuộc biến động thời cuộc, khi quân đội Việt Minh dành được chiến thắng.

## Nội dung

### "Dựng"
Người tù Cách Mạng tên Lịnh mang số 2910 trao cho bạn tù mang số 790 - nhân vật xưng "tôi" - một hồi ký có tựa đề "Tâm sự của nước độc". Theo đó Lịnh là nhân vật Lãnh Út trong hồi ký.

### "Tâm sự của nước độc"
Câu chuyện xảy ra tại ấp Mê Thảo, chủ ấp là Lãnh Út giàu có, nhân từ; Lãnh Út sa sút tinh thần kể từ khi vợ mất, ông gần như buông bỏ, vứt bỏ tất mà đắm chìm trong rượu chè. Ông Lãnh có người quản gia trung thành là Bá Nhỡ, người đang trốn tránh án tử hình.
Một lần nhớ vợ, ông Lãnh sai Bá Nhỡ mời cô đào Tơ về hát, Bá Nhỡ lặn lội cuối cùng cũng tìm được nhưng bị cô Tơ từ chối vì thợ đàn Chánh Thú, chồng cô mới mất, không có người thay thế và cô thề sẽ không đàn hát nữa. Bá Nhỡ bỏ nhiều tâm sức luyện tập đàn đáy đến độ điêu luyện, nể phục Bá nên cô Tơ nhận lời về ấp Mê Thảo đàn cho ông Lãnh Út.
Cô Tơ kể cho Bá Nhỡ về điềm báo Chánh Thú muốn đòi mạng người nào dùng đàn của ông, để đáp lại ơn nghĩa ông Lãnh, Bá quyết định sử dụng cây đàn đấy cùng hòa tấu với cô Tơ và ông Lãnh. Ba người cùng nhập tâm cao độ, cuộc đàn hát trở thành một buổi hầu đồng, cơn cao hứng khiến các đầu ngón tay Bá Nhỡ sưng vù rồi không ngừng chảy máu khiến Bá mất mạng. Sau cái chết của Bá Nhỡ, Lãnh Út tiêu hủy toàn bộ rượu và thề không bao giờ rượu chè, chơi bời, đàn hát nữa. Trước kỳ giỗ đầu của Bá Nhỡ ngôi chùa tên chùa Đàn được dựng lên, cô Tơ là người lo việc kinh kệ cho chùa.

### "Mưỡu cuối"
Sau khi tiếp nhận câu chuyện trong hồi ký, nhân vật Tôi (người tù 790) đã thay đổi tính cách. Nhân vật Tôi rủ cô Tơ - lúc này không còn ở chùa Đàn nữa mà tu hành nơi khác và lấy pháp danh là Tuệ Không - cùng theo cách mạng.

## Phát hành
"Tâm sự của nước độc" được Nguyễn Tuân viết trong hai ngày. Truyện này vốn thuộc loạt tác phẩm Yêu ngôn của Nguyễn Tuân.
Năm 1946 nhà thơ Huy Yên làm việc cho Nhà xuất bản Quốc Văn, ông Yên được chọn chỉnh sửa bản in cho Chùa Đàn. Sau khi đọc bản in, nhà văn Nguyễn Tuân rất hứng thú khi ông ông Yên đã sửa chữa đúng với ý mình. Sau này nhà văn Nguyễn Tuân rất coi trọng nhà thơ Huy Yên. Chùa Đàn được tái bản tại Sài Gòn tạm chiếm năm 1947 bởi Nhà xuất bản Tân Việt.

## Đánh giá
Nhà văn Khái Hưng cho rằng việc mở rộng "Tâm sự của nước độc" đã khiến câu chuyện mất đi cái hay, hai phần thêm vào được cho là "không thể vô vị hơn". Nguyễn Tuân đã hy sinh cái đẹp của nghệ thuật để phục vụ mục đích của xã hội.
Năm 1953-1954 trong cuộc chính huấn, Nguyễn Tuân có bài viết "Nhìn rõ sai lầm" thừa nhận sai sót khi phát hành Chùa Đàn, năm 1946. Ông tự nhận hành động của mình là thừa cơ, đi ngược với tư tưởng Cách Mạng, khi Chùa Đàn mang tính siêu nhiên, phản tiến bộ, phản khoa học.
Trên báo Tiên Phong số 20, ra ngày 1 tháng 10 năm 1946, cây viết Thời Nhân đã nhận định việc Nguyễn Tuân viết thêm đoạn đầu và cuối cho "Tâm sự của nước độc" là sự chân thành, cho thấy sự thay đổi trong tư tưởng của Nguyễn Tuân.

## Chuyển thể
Năm 2002, truyện dài Chùa Đàn được dựng thành bộ phim Mê Thảo, thời vang bóng do Việt Linh đạo diễn. Bộ phim dành được một số giải thưởng tại Ý, Pháp và Giải khuyến khích của Giải Cánh diều 2002.
Năm 2013, Chùa Đàn được PGS Tất Thắng của Nhà hát Kịch Hà Nội chuyển thể thành vở kịch Tiếng đàn vùng Mê Thảo do đạo diễn NSND Doãn Hoàng Giang dàn dựng.
Cuối những năm 1990, Nhà hát Cải lương Việt Nam chuyển thể thành vở Tiếng đàn huyền thoại.

## Tái bản
- 1946 - Phiên bản đầy đủ đầu tiên do Quốc Văn xuất bản[1]
- 1947 - Tái bản tại Sài Gòn, do Tân Việt phát hành[1]
- 1999 - Nằm trong tập Yêu Ngôn[15]
- 2022 - Nằm trong bộ Việt Nam danh tác do Nhà xuất bản Hội nhà văn phát hành[16]